# Nyceryx continua
Nyceryx continua es una especie de polillas perteneciente a la  familia de los esfíngidos. 
Se puede encontrar en Perú, Bolivia, Argentina y Brasil.
Su envergadura es de 56 a 72 mm. Los adultos probablemente vuelan durante todo el año y se han registrado en agosto en Bolivia y en noviembre en Perú.

## Subspecies
Se conocen dos subespecies:
- Nyceryx continua continua (Brasil)
- Nyceryx continua cratera Rothschild & Jordan, 1916 (Perú, Bolivia, Argentina y Brasil)